# Primera División B Nacional 2018 (Paraguay)
El Torneo Promoción Pre-Intermedia 2018 o Promoción B Nacional 2018 denominado «Centenario de la Liga Encarnacena de Fútbol» fue la octava edición de la Primera División B Nacional, tercera división del fútbol paraguayo, organizado por la Unión del Fútbol del Interior. Inició el 3 de junio y los actos inaugurales se realizaron en el Bosque del Decano del club 22 de Setiembre.
Desde el 2014 se definió que los campeonatos de esta división se denomine con su nombre oficial "Campeonato Nacional B" solo en los años impares, cuando otorga un cupo y medio para el ascenso a la División Intermedia y en los años pares se denomine "Torneo Promoción Pre-Intermedia" o "Torneo Promoción Nacional B" ya que solo otorga al ganador el derecho a jugar el repechaje contra el subcampeón de la Primera División B.
Inicialmente 16 clubes y ligas mostraron interés en participar del campeonato, pero finalmente fueron 12 los competidores.
Finalmente el club General Caballero de Juan León Mallorquín, se consagró campeón y disputó el repechaje por el ascenso contra Tacuary subcampeón de la Primera División B. Tras empatar el partido de ida y ganar en el de vuelta, el club General Caballero logró el ascenso con un resultado global de 3 - 1.

## Equipos participantes
Los doce equipos participantes son:
| Equipo                      | Fundación                | Ciudad                   | Departamento |
| --------------------------- | ------------------------ | ------------------------ | ------------ |
| 22 de Setiembre FBC         | 3 de octubre de 1906     | Encarnación              | Itapúa       |
| Athletic FBC                | 7 de marzo de 2008       | Encarnación              | Itapúa       |
| Nacional FC                 | 3 de enero de 1927       | Encarnación              | Itapúa       |
| Club Deportivo Sol del Este | 26 de enero de 2009      | Ciudad del Este          | Alto Paraná  |
| Club Deportivo Minga Guazú  | 6 de julio de 1968       | Minga Guazú              | Alto Paraná  |
| Club Cerro Porteño          | 12 de agosto de 1967     | Presidente Franco        | Alto Paraná  |
| Club General Caballero      | 21 de junio de 1962      | Dr. Juan León Mallorquín | Alto Paraná  |
| Club 13 de Junio            | 17 de abril de 1970      | Caacupé                  | Cordillera   |
| Club Nacional               | 30 de agosto de 1948     | Primero de Marzo         | Cordillera   |
| Liga Carapegueña            | 26 de junio de 1949      | Carapeguá                | Paraguarí    |
| Club Atlético Real Chaco    | 29 de septiembre de 2016 | Filadelfia               | Boquerón     |
| Liga Concepcionera          | 16 de junio de 1917      | Concepción               | Concepción   |

## Primera fase
En la primera fase se conformaron 4 grupos de 3 equipos cada uno. En cada grupo se jugó todos contra todos a partidos de ida y vuelta, y clasificaron a la siguiente fase los 2 mejores de cada grupo.

### Grupo A
| Pos. | Grupo A         | PJ | PG | PE | PP | GF | GC | DG | Pts |
| ---- | --------------- | -- | -- | -- | -- | -- | -- | -- | --- |
| 1º   | Athletic        | 4  | 2  | 1  | 1  | 7  | 4  | 3  | 7   |
| 2º   | Nacional (ENC)  | 4  | 2  | 1  | 1  | 7  | 6  | 1  | 7   |
| 3º   | 22 de Setiembre | 4  | 0  | 2  | 2  | 4  | 8  | -4 | 2   |

|  | Clasificado a segunda fase. |

| Grupo A - Resultados | Grupo A - Resultados | Grupo A - Resultados | Grupo A - Resultados |
| Local                | Resultado            | Visitante            | Fecha                |
| -------------------- | -------------------- | -------------------- | -------------------- |
| 22 de Setiembre      | 0 - 0                | Athletic             | 3 de junio           |
| Nacional             | 4 - 1                | 22 de Setiembre      | 17 de junio          |
| Athletic             | 3 - 0                | Nacional             | 24 de junio          |
| Athletic             | 3 - 2                | 22 de Setiembre      | 1 de julio           |
| 22 de Setiembre      | 1 - 1                | Nacional             | 8 de julio           |
| Nacional             | 2 - 1                | Athletic             | 15 de julio          |

### Grupo B
| Pos. | Grupo B          | PJ | PG | PE | PP | GF | GC | DG | Pts |
| ---- | ---------------- | -- | -- | -- | -- | -- | -- | -- | --- |
| 1º   | Minga Guazú      | 4  | 2  | 2  | 0  | 8  | 6  | 2  | 8   |
| 2º   | Sol del Este     | 4  | 2  | 1  | 1  | 5  | 3  | 2  | 7   |
| 3º   | Cerro Porteño PF | 4  | 0  | 1  | 3  | 4  | 8  | -4 | 1   |

|  | Clasificado a segunda fase. |

| Grupo B - Resultados | Grupo B - Resultados | Grupo B - Resultados | Grupo B - Resultados |
| Local                | Resultado            | Visitante            | Fecha                |
| -------------------- | -------------------- | -------------------- | -------------------- |
| Sol del Este         | 0 - 1                | Minga Guazú          | 10 de junio          |
| Cerro Porteño PF     | 0 - 1                | Sol del Este         | 16 de junio          |
| Minga Guazú          | 1 - 1                | Cerro Porteño PF     | 24 de junio          |
| Minga Guazú          | 2 - 2                | Sol del Este         | 1 de julio           |
| Sol del Este         | 2 - 0                | Cerro Porteño PF     | 7 de julio           |
| Cerro Porteño PF     | 3 - 4                | Minga Guazú          | 13 de julio          |

### Grupo C
| Pos. | Grupo C                 | PJ | PG | PE | PP | GF | GC | DG | Pts |
| ---- | ----------------------- | -- | -- | -- | -- | -- | -- | -- | --- |
| 1º   | 13 de Junio (C)         | 4  | 2  | 2  | 0  | 5  | 2  | 3  | 8   |
| 2º   | General Caballero (JLM) | 4  | 1  | 2  | 1  | 2  | 3  | -1 | 5   |
| 3º   | Carapeguá               | 4  | 0  | 2  | 2  | 1  | 3  | -2 | 2   |

|  | Clasificado a segunda fase. |

| Grupo C - Resultados | Grupo C - Resultados | Grupo C - Resultados | Grupo C - Resultados |
| Local                | Resultado            | Visitante            | Fecha                |
| -------------------- | -------------------- | -------------------- | -------------------- |
| General Caballero    | 0 - 0                | 13 de Junio          | 10 de junio          |
| Carapeguá            | 0 - 0                | General Caballero    | 17 de junio          |
| 13 de Junio          | 1 - 0                | Carapeguá            | 24 de junio          |
| 13 de Junio          | 3 - 1                | General Caballero    | 1 de julio           |
| General Caballero    | 1 - 0                | Carapeguá            | 8 de julio           |
| Carapeguá            | 1 - 1                | 13 de Junio          | 15 de julio          |

### Grupo D
| Pos. | Grupo D       | PJ | PG | PE | PP | GF | GC | DG  | Pts |
| ---- | ------------- | -- | -- | -- | -- | -- | -- | --- | --- |
| 1º   | Concepción    | 4  | 3  | 0  | 1  | 10 | 5  | 5   | 9   |
| 2º   | Nacional (PM) | 4  | 2  | 0  | 2  | 12 | 7  | 5   | 6   |
| 3º   | Real Chaco    | 4  | 1  | 0  | 3  | 6  | 16 | -10 | 3   |

|  | Clasificado a segunda fase. |

| Grupo D - Resultados | Grupo D - Resultados | Grupo D - Resultados | Grupo D - Resultados |
| Local                | Resultado            | Visitante            | Fecha                |
| -------------------- | -------------------- | -------------------- | -------------------- |
| Real Chaco           | 0 - 4                | Concepción           | 10 de junio          |
| Nacional             | 7 - 1                | Real Chaco           | 17 de junio          |
| Concepción           | 1 - 0                | Nacional             | 24 de junio          |
| Concepción           | 4 - 1                | Real Chaco           | 1 de julio           |
| Real Chaco           | 4 - 1                | Nacional             | 8 de julio           |
| Nacional             | 4 - 1                | Concepción           | 13 de julio          |

## Segunda fase
A esta fase clasificarán los 2 mejores de cada grupo y se conformarán dos grupos de 4 equipos, jugarán todos contra todos a partidos de ida y vuelta. La Serie Sur estará conformada por los equipos provenientes de los grupos A y B; y la Serie Norte estará conformada por los equipos provenientes de los grupos C y D. Clasificarán a semifinales los 2 mejores de cada serie. En caso de empate de puntos entre dos equipos se definirá la clasificación en partido extra.

### Serie Sur
| Pos. | Serie Sur          | PJ | PG | PE | PP | GF | GC | DG | Pts |
| ---- | ------------------ | -- | -- | -- | -- | -- | -- | -- | --- |
| 1º   | Sol del Este (CDE) | 6  | 3  | 2  | 1  | 10 | 7  | 3  | 11  |
| 2º   | Minga Guazú        | 6  | 2  | 4  | 0  | 11 | 9  | 2  | 10  |
| 3º   | Athletic (Enc)     | 6  | 2  | 1  | 3  | 13 | 14 | -1 | 7   |
| 4º   | Nacional (Enc)     | 6  | 1  | 1  | 4  | 8  | 12 | -4 | 4   |

|  | Clasificados a semifinales. |

| Fecha 1      | Fecha 1   | Fecha 1   | Fecha 1     |
| Local        | Resultado | Visitante | Fecha       |
| ------------ | --------- | --------- | ----------- |
| Minga Guazú  | 1 - 1     | Nacional  | 26 de julio |
| Sol del Este | 2 - 3     | Athletic  | 29 de julio |

| Fecha 2      | Fecha 2   | Fecha 2     | Fecha 2     |
| Local        | Resultado | Visitante   | Fecha       |
| ------------ | --------- | ----------- | ----------- |
| Sol del Este | 1 - 0     | Nacional    | 4 de agosto |
| Athletic     | 3 - 3     | Minga Guazú | 5 de agosto |

| Fecha 3     | Fecha 3   | Fecha 3      | Fecha 3      |
| Local       | Resultado | Visitante    | Fecha        |
| ----------- | --------- | ------------ | ------------ |
| Nacional    | 2 - 1     | Athletic     | 12 de agosto |
| Minga Guazú | 1 - 1     | Sol del Este | 12 de agosto |

| Fecha 4  | Fecha 4   | Fecha 4      | Fecha 4      |
| Local    | Resultado | Visitante    | Fecha        |
| -------- | --------- | ------------ | ------------ |
| Nacional | 2 - 3     | Minga Guazú  | 18 de agosto |
| Athletic | 1 - 3     | Sol del Este | 19 de agosto |

| Fecha 5     | Fecha 5   | Fecha 5      | Fecha 5      |
| Local       | Resultado | Visitante    | Fecha        |
| ----------- | --------- | ------------ | ------------ |
| Nacional    | 1 - 2     | Sol del Este | 26 de agosto |
| Minga Guazú | 2 - 1     | Athletic     | 26 de agosto |

| Fecha 6      | Fecha 6   | Fecha 6     | Fecha 6         |
| Local        | Resultado | Visitante   | Fecha           |
| ------------ | --------- | ----------- | --------------- |
| Sol del Este | 1 - 1     | Minga Guazú | 1 de septiembre |
| Athletic     | 4 - 2     | Nacional    | 2 de septiembre |

### Serie Norte
| Pos. | Serie Norte             | PJ | PG | PE | PP | GF | GC | DG | Pts |
| ---- | ----------------------- | -- | -- | -- | -- | -- | -- | -- | --- |
| 1º   | Nacional (PM)           | 6  | 3  | 2  | 1  | 10 | 5  | 5  | 11  |
| 2º   | General Caballero (JLM) | 6  | 2  | 2  | 2  | 10 | 11 | -1 | 8   |
| 3º   | 13 de Junio (C)         | 6  | 2  | 2  | 2  | 6  | 8  | -2 | 8   |
| 4º   | Concepción              | 6  | 2  | 0  | 4  | 8  | 10 | -2 | 6   |

|  | Clasificados a semifinales. |

| Fecha 1           | Fecha 1   | Fecha 1     | Fecha 1     |
| Local             | Resultado | Visitante   | Fecha       |
| ----------------- | --------- | ----------- | ----------- |
| Concepción        | 2 - 1     | 13 de Junio | 29 de julio |
| General Caballero | 0 - 0     | Nacional    | 29 de julio |

| Fecha 2     | Fecha 2   | Fecha 2           | Fecha 2     |
| Local       | Resultado | Visitante         | Fecha       |
| ----------- | --------- | ----------------- | ----------- |
| 13 de Junio | 3 - 2     | Nacional          | 5 de agosto |
| Concepción  | 5 - 1     | General Caballero | 5 de agosto |

| Fecha 3           | Fecha 3   | Fecha 3     | Fecha 3      |
| Local             | Resultado | Visitante   | Fecha        |
| ----------------- | --------- | ----------- | ------------ |
| General Caballero | 3 - 0     | 13 de Junio | 12 de agosto |
| Nacional          | 2 - 1     | Concepción  | 12 de agosto |

| Fecha 4     | Fecha 4   | Fecha 4           | Fecha 4      |
| Local       | Resultado | Visitante         | Fecha        |
| ----------- | --------- | ----------------- | ------------ |
| 13 de Junio | 1 - 0     | Concepción        | 19 de agosto |
| Nacional    | 5 - 1     | General Caballero | 19 de agosto |

| Fecha 5           | Fecha 5   | Fecha 5     | Fecha 5      |
| Local             | Resultado | Visitante   | Fecha        |
| ----------------- | --------- | ----------- | ------------ |
| Nacional          | 0 - 0     | 13 de Junio | 26 de agosto |
| General Caballero | 4 - 0     | Concepción  | 26 de agosto |

| Fecha 6     | Fecha 6   | Fecha 6           | Fecha 6         |
| Local       | Resultado | Visitante         | Fecha           |
| ----------- | --------- | ----------------- | --------------- |
| 13 de Junio | 1 - 1     | General Caballero | 2 de septiembre |
| Concepción  | 0 - 1     | Nacional          | 2 de septiembre |

| Partido de desempate | Partido de desempate | Partido de desempate | Partido de desempate |
| Local                | Resultado            | Visitante            | Fecha                |
| -------------------- | -------------------- | -------------------- | -------------------- |
| General Caballero    | 1 - 1 (8 - 7 p.)     | 13 de Junio          | 8 de septiembre      |

## Fase final
A esta fase clasificarán los dos mejores equipos de cada serie.
|  | Semifinales              | Semifinales | Semifinales              | Semifinales |   |               | Final | Final | Final | Final |  |
|  |                          |             |                          |             |   |               |       |       |       |       |  |
|  |                          |             |                          |             |   |               |       |       |       |       |  |
|  | Club Nacional            | 1           | 2                        | 3           |   |               |       |       |       |       |  |
|  | Club Nacional            | 1           | 2                        | 3           |   |               |       |       |       |       |  |
|  | Club Dep. Minga Guazú    | 2           | 0                        | 2           |   |               |       |       |       |       |  |
|  | Club Dep. Minga Guazú    | 2           | 0                        | 2           |   | Club Nacional | 0     | 0     | 0     |       |  |
|  |                          |             |                          |             |   | Club Nacional | 0     | 0     | 0     |       |  |
|  |                          |             | Club Gral. Caballero JLM | 0           | 2 | 2             |       |       |       |       |  |
|  | Sol del Este             | 1           | Club Gral. Caballero JLM | 0           | 2 | 2             | 2     | 3     |       |       |  |
|  | Sol del Este             | 1           |                          |             |   |               | 2     | 3     |       |       |  |
|  | Club Gral. Caballero JLM | 3           | 1                        | 4           |   |               |       |       |       |       |  |
|  | Club Gral. Caballero JLM | 3           | 1                        | 4           |   |               |       |       |       |       |  |
|  |                          |             |                          |             |   |               |       |       |       |       |  |

- Nota: En cada llave, el equipo ubicado en la primera línea es el que ejerce la localía en el partido de vuelta.

### Semifinales
Para las semifinales se enfrentará el ganador de cada serie con el segundo de la otra serie de la fase anterior, a partidos de ida y vuelta.
| 16 de septiembre de 2018 | General Caballero JLM                        | 3:1     | Sol del Este            | Estadio Leandro Ovelar, Dr. Juan León Mallorquín |  |
|                          | Luis Ferreira · Manuel Romero · Ronald Acuña | Reporte | Benjamín Cáceres (pen.) |                                                  |  |

| 23 de septiembre de 2018 | Sol del Este                    | 2:1     | General Caballero JLM | Estadio Antonio Aranda, Ciudad del Este |                           |
|                          | Benjamin Cáceres 20' (pen.) 87' | Reporte | Iván Ayala 71'        | Árbitro(s): Julián Aquino               | Árbitro(s): Julián Aquino |

| 16 de septiembre de 2018 | Minga Guazú                       | 2:1     | Nacional (PM) | Estadio Paí Coronel, Minga Guazú |  |
|                          | Diego Centurión · Mathias Laxague | Reporte | Julio Báez    |                                  |  |

| 23 de septiembre de 2018 | Nacional (PM) | 2:0 | Minga Guazú | Estadio Sportivo 1º de Marzo, Primero de Marzo |  |

### Finales
Se enfrentarán a partidos de ida y vuelta los ganadores de las semifinales. El ganador obtendrá el título de campeón y en este caso el derecho de jugar el repechaje por el ascenso a la Segunda División.
| 30 de septiembre de 2018 | General Caballero JLM | 0:0     | Nacional (PM) | Estadio Leandro Ovelar, Dr. Juan León Mallorquín        |                                                         |
|                          |                       | Reporte |               | Asistencia: 513 espectadores Árbitro(s): Carlos Paredes | Asistencia: 513 espectadores Árbitro(s): Carlos Paredes |

| 14 de octubre de 2018 | Nacional (PM) | 0:2     | General Caballero JLM                       | Estadio Teniente Fariña, Caacupé                     |                                                      |
|                       |               | Reporte | Diego López 62' (pen.) · Júnior Barreto 80' | Asistencia: 436 espectadores Árbitro(s): Carlos Arce | Asistencia: 436 espectadores Árbitro(s): Carlos Arce |

## Campeón
| Campeón Club General Caballero de Juan León Mallorquín 1.er título |

## Repechaje por el ascenso
El campeón del campeonato disputó partidos de ida y vuelta contra el subcampeón de la Primera División B por un cupo de ascenso a la Segunda División.
| 28 de octubre de 2018 | General Caballero JLM | 1:1     | Tacuary             | Estadio María Auxiliadora, Minga Guazú                   |                                                          |
|                       | Ronald Acuña 18'      | Reporte | Jorge Alvarenga 35' | Asistencia: 632 espectadores Árbitro(s): Óscar Velázquez | Asistencia: 632 espectadores Árbitro(s): Óscar Velázquez |

| 4 de noviembre de 2018 | Tacuary | 0:2     | General Caballero JLM                | Estadio Gunther Vogel, San Lorenzo                   |                                                      |
|                        |         | Reporte | Ronald Acuña 38' · Luis Ferreira 83' | Asistencia: 370 espectadores Árbitro(s): Eber Aquino | Asistencia: 370 espectadores Árbitro(s): Eber Aquino |